# Kongou Gorou
Kongou Gorou (auch: Kongou Gorou Tondi Metchirey) ist ein Dorf im Arrondissement Niamey III der Stadt Niamey in Niger.

## Geographie
Das von einem traditionellen Ortsvorsteher (chef traditionnel) geleitete Dorf befindet sich im ländlichen Gemeindegebiet von Niamey. Zu den umliegenden Siedlungen zählen die Dörfer Kongou Gonga im Nordosten und Kongou Zarmagandey im Südwesten. Im traditionellen Herrschaftssystem untersteht der Ortsvorsteher des Dorfs dem Kantonschef von Saga.
Kongou Gorou liegt am nördlichen Ufer des Kongou-Sees im Trockental Kori de Ouallam. Das Wort gorou kommt aus der Sprache Zarma und bedeutet „Trockental“. Das entsprechende Wort in der Sprache Hausa ist kori.

## Bevölkerung
Bei der Volkszählung 2012 hatte Kongou Gorou 3608 Einwohner, die in 480 Haushalten lebten. Bei der Volkszählung 2001 betrug die Einwohnerzahl 558 in 86 Haushalten.

## Wirtschaft und Infrastruktur
Die öffentliche Grundschule Ecole primaire de Kongou Gorou wurde 1983 gegründet. Im Dorf ist mit einem Centre de Santé Intégré (CSI) ein Gesundheitszentrum vorhanden. Zwischen Kongou Gorou und dem Nachbardorf Kongou Zarmagandey erstrecken sich Hunderte von Obstgärten und Gärtnereien, die Niamey mit frischem Obst und Gemüse versorgen.